# Trần Văn Dĩnh
Trần Văn Dĩnh (1923 – 4 tháng 10 năm 2011) là nhà ngoại giao, tác giả, giáo sư môn chính trị quốc tế và truyền thông người Việt Nam tại Đại học Temple, Philadelphia, Pennsylvania. Ông từng giữ chức Đại biện lâm thời Đại sứ quán Việt Nam Cộng hòa tại Hoa Kỳ.

## Tiểu sử

### Thân thế và học vấn
Trần Văn Dĩnh sinh năm 1923 tại Huế, Trung Kỳ, Liên bang Đông Dương trong một gia đình Nho giáo truyền thống, với tín ngưỡng kết hợp cả Phật giáo lẫn Đạo giáo. 

### Sự nghiệp ngoại giao
Hồi còn trẻ, ông từng tham gia vào cuộc đấu tranh chống thực dân Pháp. Dưới thời Đệ Nhất Cộng hòa, ông công tác trong ngành ngoại giao trải qua các chức vụ như Đại sứ Việt Nam Cộng hòa tại Thái Lan, Miến Điện, quan sát viên tại Liên Hợp Quốc, đại sứ không thường trú tại Argentina, México và Tham tán Đại sứ quán tại Mỹ.
Sau 10 năm phục vụ trong ngành ngoại giao tại Đông Nam Á, ông trở về Việt Nam làm phụ tá cho Tổng thống Ngô Đình Diệm. Tháng 10 năm 1960 ông được bổ nhiệm làm Tổng Giám đốc Thông tin phụ trách Nha Tổng Giám đốc Thông tin Phủ Tổng thống và là thành viên của Hội đồng An ninh Quốc gia.
Năm 1961 ông được cử sang Washington, D.C. làm đại biện lâm thời Đại sứ quán Việt Nam Cộng hòa tại Mỹ dưới quyền của Đại sứ Trần Văn Chương, cha đẻ của Bà Ngô Đình Nhu. Sau khi Trần Văn Chương từ chức năm 1963 vì biến cố Phật giáo tại miền Nam, ông được cử làm quyền đại sứ kiêm chức đại sứ tại Argentina và Brasil.

### Sự nghiệp học thuật
Sau cuộc đảo chính lật đổ Tổng thống Diệm, ông từ chức đại sứ vào cuối năm 1963 và bắt đầu viết văn, viết báo và dạy học. Ông từng dạy một số lớp về môn nhân văn châu Á tại một số trường như Đại học Tiểu bang New York, Old Westbury và Trường Đại học DagHammarskjold ở Columbia, bang Maryland.
Từ năm 1971 đến năm 1985, ông giảng dạy Chính trị và Truyền thông Quốc tế và làm chủ nhiệm Khoa Nghiên cứu Liên Phi tại Đại học Temple. Năm 1984 ông về hưu non, nhưng tiếp tục làm giáo sư danh dự cho đến năm 1990.
Từ khi rời khỏi ngành ngoại giao, ông hay lên tiếng chỉ trích chính phủ Việt Nam Cộng hòa và việc người Mỹ can dự vào chiến tranh Việt Nam. Về sau, ông trở thành người phản đối cuộc chiến tranh này. Sau chiến tranh, ông từng vài lần về viếng thăm nước Việt Nam thống nhất.

### Cuối đời
Ông từ trần tại nhà riêng ở thủ đô Washington, D.C., Mỹ vào tối ngày 4 tháng 10, năm 2011, hưởng thọ 88 tuổi.

## Đời tư
Vợ ông tên là Vũ Thị Nương. Trong khi Trần Văn Dĩnh theo đuổi sự nghiệp chính trị và học thuật thì Vũ Thị Nương có sở thích là nghệ thuật thị giác. Bà vốn là một nghệ sĩ Mỹ thuật, được đào tạo thành họa sĩ và thợ in tại Trường Nghệ thuật Corcoran, và lấy bằng MFA tại Đại học George Washington. Bà còn là thành viên sáng lập của Phòng trưng bày Washington Printmakers, có tác phẩm được giới thiệu tại Bảo tàng Quốc gia Phụ nữ trong Nghệ thuật, Bảo tàng Quốc gia Nghệ thuật Hoa Kỳ, Viện Smithsonian, Phòng trưng bày Nghệ thuật Corcoran, Bộ sưu tập Tranh in Mỹ thuật Thư viện Quốc hội, Bộ sưu tập Thường trực của Bảo tàng Pushkin, Moscow và trong nhiều bộ sưu tập tư nhân.

## Ấn phẩm
Lúc còn ở trong nước, ông từng xuất bản cuốn tiểu thuyết đầu tay về Việt Nam với tựa đề No Passenger on the River năm 1965 và cuốn tiểu thuyết thứ hai mang tên Blue Dragon, White Tiger : A Tet Story năm 1983. Nhiều người biết đến ông vì hàng trăm bài lớn nhỏ mà tác giả đã cho đăng trên các tờ báo và tập san như : The New York Times, Christian Science Monitor, New Republic, Progressive, Washingtonian và Christian Century.
Ngoài viết báo ra ông còn xuất bản hai cuốn sách giáo khoa rất có giá trị : Independence, Liberation, Revolution: An Approach to the Understanding of the Third World (1986) và Communication and Diplomacy in a Changing World (1988). Hai cuốn sách này ông viết khi còn làm giáo sư về chính trị quốc tế và thông tin tại Đại học Temple, thành phố Philadelphia, bang Pennsylvania. Bên cạnh đó, ông còn là cộng tác viên (cho Châu Á) và cố vấn biên tập cho bộ sách The International Encyclopedia of Communications. 
Trong những năm sau này, ông thường xuyên đến thăm Đông Nam Á và Việt Nam và từng viết một bài báo về thành phố Huế quê hương trong ấn bản tháng 11 năm 1989 của Tạp chí National Geographic. Ông rất hãnh diện khi được tờ National Geographic cử về Việt Nam (năm 1988–1989) để viết về Huế, nơi chôn nhau cắt rốn của ông.
Ông là đồng tác giả của một cuốn sách Insight Guides về Việt Nam đã được dịch sang nhiều thứ tiếng (bao gồm tiếng Đức và tiếng Pháp). Ông còn là thành viên ở nước ngoài của Hội đồng Khoa học Trung tâm Nghiên cứu Quốc học phi chính phủ có văn phòng tại Hà Nội và Thành phố Hồ Chí Minh.